# Julian Maj (generał)
Julian Wojciech Maj (ur. 6 stycznia 1948 w Staszowie) – generał brygady Wojska Polskiego.

## Życiorys
Jest absolwentem Wyższej Szkoły Oficerskiej Wojsk Zmechanizowanych, którą ukończył w roku 1969. W 1977 roku ukończył Akademię Wojskową im. Michaiła Frunzego (ZSRR), zaś w 1979 roku Studium Zaoczne Pedagogiki Wojskowej w Akademii Sztabu Generalnego Wojska Polskiego. Od 2004 roku jest doktorem habilitowanym nauk wojskowych. Podczas służby wojskowej służył m.in. (w latach 1969–1974) w 4 Pułku Zmechanizowanym, w latach 1978–1988 w Akademii Sztabu Generalnego WP oraz od 1988 w Sztabie Generalnym Wojska Polskiego, gdzie pełnił funkcję najpierw starszego specjalisty zespołu szkolenia operacyjnego, zastępcy szefa Zarządu Dowodzenia, a następnie od 1999 szefa Zarządu – zastępcy szefa Generalnego Zarządu Dowodzenia i Łączności. 

## Ordery i odznaczenia
- Krzyż Oficerski Orderu Odrodzenia Polski (2005)[1]